# Катуары
Катуары — семейство предпринимателей и общественных деятелей в Российской империи.
Старинный аристократический род Катуар де Бионкур (фр. Catoire de Bioncourt) был известен во Франции с середины XIII века. Родоначальник Жан Катуар имел земли в Монтане и был вассалом крупного аббатства Домартин (fr:Abbaye Saint-Josse de Dommartin). Известно, что в 1361 году Кретьен Катуар с сыновьями основали монастырь в Вимие.
В России представители рода появились, спасаясь от революции. В 1821 году сын эмигранта Жан-Батист Катуар де Бионкур (Jean-Baptiste Marie Auguste Catoire de Bioncourt) (1789, Лотарингия — 1831, Москва). принял российское подданство. В России он стал именоваться Иван Катуар. Ему пришлось перейти в торговое сословие, — значился с 1825 года купцом 1-й гильдии. После женитьбы на дочери известного московского виноторговца Анне Ивановне Леве (1789—1873) он открыл собственное дело: торговал чаем, сахаром, вином и москательными товарами.
Родословное древо русской ветви
- Жан-Батист Катуар де Бионкур (1789—1831) — эмигрант из Франции, с 1821 г. российский подданный, с 1825 г. купец 1-й гильдии 
OO   Анна Ивановна (рожд. Леве; 1789—1873)
  - Константин Иванович (1823—1879) — член учётного и ссудного комитетов Московской конторы Государственного банка (1873—1876)
  - Андрей Иванович (1829—1887) — землевладелец
    - Александр Андреевич (1863—1913) — коллекционер

  - Лев Иванович (1827—1899) — коммерции советник, гласный Городской думы (1877—1885)
    - Андрей Львович (1865—1919) — товарищ председателя Московского коммерческого суда (1901—1908, 1912—1917)
      - Екатерина Андреевна (1895/1896—1978) — живописец 
OO   Алексей Петрович Струве (1899—1976)
        - Никита Алексеевич Струве (1931—2016) — издатель и переводчик.

    - Георгий Львович (1861—1926) — композитор, профессор Московской консерватории
    - Лев Львович (1864—1922) — гласный Городской думы (1901—1918), эмигрировал во Францию
      - Борис Львович (1907—1978) — архитектор 
OO   Мария Александровна Ребиндер (1907—1999)
        - Борис Борисович (1936—2011) — инженер и дипломат
        - Михаил Борисович (род. 1941) 
OO   Monique Catherine COMI (род. 1941)
          - Александр M. (род. 1968)
          - Пётр M. (род. 1969)

В 1869 году был учреждён в виде полного товарищества торговый дом «Вдова А. Катуар с сыновьями» с целью торговли иностранными винами, индиго, чаем, растительным маслом, москательными товарами и шёлком. В числе учредителей значились братья Константин (1823—1879) и Лев (1827—1899) Ивановичи. Руководство бизнесом осуществляла Анна Ивановна, затем Константин Иванович, после смерти которого его жена с детьми возвратились во Францию. Андрей Иванович Катуар (1829—1877) был крупным землевладельцем; представители этой ветви возвратили себе полную фамилию Катуар де Бионкур с правом родового герба и российского потомственного дворянства. В 1909 году Александр Андреевич Катуар де Бионкур передал свою коллекцию оружия в дар Историческому музею.
Лев Иванович Катуар имел девять детей; среди них Георгий Львович (1861—1926), Андрей Львович (1865—1929), Лев Львович (1864—1922); у последнего было тринадцать детей, в том числе 4 сына: Георгий, Лев, Андрей и Louis.
Катуары были хорошо известны в торгово-промышленных кругах Москвы. Торговый дом Катуаров владел значительным недвижимым имуществом, торговал в Китайском ряду в Москве и на Нижегородской ярмарке; инвестировали капитал в промышленное производство. В 1873 году они учредили Товарищество Московского сахарорафинадного завода, совместно с А. И. Абрикосовым и торговым домом «Вогау и Ко» стали соучредителями Товарищества Троицко-Кондровского писчебумажного общества; в 1875 году вместе с Абрикосовым, К. Т. Солдатенковым и торговыми домами «Вогау и Ко» и «Петра Боткина сыновья» учредили Товарищество по продаже цемента. Рядом с деревней Верхние Котлы Катуары построили кирпичный завод, продукция которого использовалась, в частности, при постройке зданий Верхних торговых рядов (ныне — ГУМ) и Музея изящных искусств императора Александра III (ныне — ГМИИ им. А. С. Пушкина).
С 1855 года все представители мужской линии рода бессменно были синдиками (старостами) церкви Св. Людовика. От фамилии Катуар произошли топонимы: Катуаровское шоссе (в д.3 находилась шелкокрутильная фабрика Катуаров, при советской власти «Красная крутильщица», с 1995 г. АО «Крунит»); платформ Московской железной дороги: Катуар Савёловского направления и Катуар-Белавенец Киевского направления, поблизости от которых находились имения членов семьи Катуаров, принимавших участие в финансировании строительства дорог.